# Волошинович Ростислав Зіновійович
Ростисла́в Зіно́війович Волошино́вич (нар. 23 травня 1991, смт Брошнів-Осада Рожнятівського району Івано-Франківської області) — український футболіст та футзаліст.

## Клубна кар'єра
Ростислав Волошинович народився у смт. Брошнів-Осада на Івано-Франківщині. З 5-го класу займався у футбольній секції Рожнятівської ДЮСШ. Перший тренер – Ковальчук С.М. Виступав за юнацькі склад команди ФК «Карпати» Брошнів-Осада та ФК «Тужилів» в першості та чемпіонаті Івано-Франківської області. У 2013 році закінчив Івано-Франківський Національний університет імені Василя Стефаника (факультет Фізичного виховання та спорту) за спеціальністю «Футбол»
З 2010 по 2014 роки виступав за ФК «Кроно-Карпати» (Брошнів-Осада) у першості та чемпіонаті Івано-Франківської області. В цей період проводив виступи за міні-футбольні команди МФК «Прикарпатський торговий дім» (м. Івано-Франківськ) та МФК «Віза-Вторма» (м. Івано-Франківськ). Паралельно тренує дітей віком від 7 до 12 років у секції футболу в селищі Брошнів-Осада, з якими потрапив до фінальної частини змагань «Шкіряний м’яч – Кубок Coca-Cola» 2013/2014 у двох вікових категоріях та здобув срібні нагороди.
У 2014 – 2015 –  нападник ФК «Тернопіль», за який провів 28 матчів у Першій лізі (1 гол) та 2 гри в Кубку України. 
Від 1 липня 2015 –  гравець ФК «Нива» Тернопіль.  За тернополян відіграв 14 матчів і відзначився 4-ма забитими голами. 2 лютого 2016 року Ростислав Волошинович отримав статус вільного агента у зв'язку з розпуском тернопільської команди ФК «Нива».
Збори перед весняною частиною ЧУ-2016 провів з ФК «Говерла» Ужгород, але через заборону ФІФА та ФФУ дозаявляти команді із Закарпаття нових гравців покинув розташування команди.
11 квітня того ж року став гравцем рівненського «Вереса»
16 липня 2017 року Ростислав Волошинович дебютував у Прем'єр-лізі за ФК «Верес», вийшов у другому таймі на заміну в матчі проти ФК «Маріуполь». Загалом в складі Народного клубу «Верес» провів 20 матчів та відзначився 2 забитими м’ячами. 
У 2018 році Ростислав Волошинович став гравцем футбольного клубу ФК «Львів» з однойменного міста, який є правонаступником НФК «Верес» з Рівного в Прем'єр лізі чемпіонату України з футболу. Проте вже на початку 2019 року футболіст став гравцем клубу «Волинь» з Луцька, який виступає в першій українській лізі. Дебютував у новій команді Волошинович 23 березня 2019 року, вийшовши у стартовому складі у програному з рахунком 0-1 матчі чемпіонату України з краматорським «Авангардом».